# Ахудеммех
Ахудемме́х, или Ахудэмме́х, или Ахудеме́х (сир.: ܐܚܘܕܐܡܡ) — митрополит Тикритский Сиро-яковитской православной церкви. (?—575 годы)
Ахудеммех родился в городе Баладе в Сасанидской империи, город находился около границы с Византийской империей. Родители Ахудеммеха разговаривали на сирийском языке, они не были ни монофизитами, ни язычниками. В Житии говорится о том, что — «он был сыном неверующих людей». Для монофизитов неверующими были диофизиты: как православные, так и несториане. Ниже в Житии говорится, что Ахудеммех отказался от признания «двух природ после соединения». Из этого нельзя сделать однозначный вывод о первоначальном вероисповедовании Ахудеммеха. Догмат о наличии двух природ Иисуса Христа принял Халкидонский собор в 451 году. Антихалкидониты, в их числе и Ахудеммех, обвинили Византийских императоров в восстановлении несторианства. В дальнейшем, после того как Ахудеммех исповедовал единую природу по воплощении Иисуса Христа, как сообщает Бар Эбрей, Ахудеммех получил иерейское рукоположение от самого Бурдеаны. Затем он был рукоположен, как сообщает Абу-ль-Фарадж бин Харун,  Крстапором (Христофор) Армянинином в епископы, в 559 году; Барадей, Иаков поставил Ахудеммеха в митрополиты города Тикрита. Ахудеммех активно занимается миссионерской деятельностью — обращением в христианство арабских племён, кочевавших в Междуречье. Ахудеммех испытывает большие трудности в проповедничестве, он терпит жару и холод, преодолевает языковой барьер между сирийским и арабским языками, постоянно перемещается по Междуречью. Переходя от одного лагеря (стоянки) арабских кочевников к другому, Ахудеммех проповедует, крестит арабов, ставит для них священников и диаконов, устраивает церкви. Для большей заинтересованности кочевых арабов к христианству Ахудеммех называет имя каждой церкви именем шейха их рода. Благодаря этому он сумел заинтересовать верхушку шейхов родо-племенной организации арабов; в дальнейшем шейхи помогали устроиству церкквей, созданных Ахудеммехом. Кроме того, Ахудеммех покупал на свои деньги, всё необходимое для этих церквей. Шаханшах Сасанидской империи Хосров I Ануширван проявляет заинтересованность к Ахудеммеху и приглашает его во дворец для проведения христианских межконфессиональных диспутов. Согласно Иоанну Эфесскому, один из таких диспутов между несторианами и монофизитами, в которой принял самое активное участие Ахудеммех, закончилась победой монофизитов. Шаханшах разрешает яковитам строить свои церкви и монастыри. Около Тагрита Ахудеммехом были построены два монастыря: Айнкена и Гаатани (Гатана); около Балада Ахудеммехом был построен храм святого Сергия. Ахудеммех прогневал шаханшаха, благодаря тому, что крестил его сына с именем Геворгис (Георгий). За этот поступок митрополит Ахудеммех и несколько его учеников были схвачены, их погнали в столицу, и посадили в тюрьму. Ахудеммех промучился два года в тюрьме, одно время шаханшахом было дано разрешение беспрепятственно пускать к Ахудеммеху в тюрьму христиан. В Житии рассказывается, что арабы, крещенные Ахудеммехом, решили выкупить его у шаханшаха. Арабские шейхи обещали дать золота в количестве, в три раза превышающем собственный вес Ахудеммеха; кроме того, крещённые арабы были готовы, если потребует шаханшах, убить двадцать мужей из них самих вместо Ахудеммеха. Но Ахудеммех твердо отказался от такого рода возможности, считая, что страдание, выпавшее ему на долю, следует ему и перенести, а что они, арабы, найдут еще поддержку. Ахудеммех оставался в тюрьме до своей смерти — 2 августа 575 года. Согласно одной версии ему отрубили голову; согласно другой версии, приведенной в Житии, Ахудеммех скончался от голода и болезней в тюрьме. Мощи Ахудеммеха, по сообщению Михаила Сирийца, были положены в церкви Махозе.